# Sabarmati
Sabarmati (sànscrit Svabhravati) és un riu de l'Índia que neix a les muntanyes de Mewar al Rajasthan i corre cap al sud-est fins a desaiguar al golf de Cambay amb un curs d'uns 320 km i una conca de 24.606 km². Rep el nom per la combinació dels rierols Sabar, que passa prop d'Idar, i Hathmati, que passa per Ahmadnagar que conflueixen i ja unit passa per Sadra i Ahmedabad, rebent per l'esquerra al Vantha, a uns 50 km de la darrera ciutat, i després el Vatrak, format per les aigües de les muntanyes de Mahi Kantha. A la confluència del Vantha, prop d'Ahmadabad, se celebra una fira religiosa anual al novembre.